# We Remember Sam Cooke
Albums de The Supremes
Sing Country, Western and Pop
(1965) More Hits by The Supremes
(1965)
We Remember Sam Cooke est le cinquième album du groupe The Supremes, sorti en avril 1965. Il s'agit d'un hommage à Sam Cooke, mort le 11 décembre 1964, entièrement composé de reprises de ses chansons.

## Titres
Toutes les chansons sont de Sam Cooke, sauf Wonderful World, écrite par Sam Cooke, Herb Alpert et Lou Adler.

### Face 1
1. You Send Me – 2:44
2. Nothing Can Change This Love – 2:27
3. Cupid – 2:38
4. Chain Gang – 2:44
5. Bring It On Home to Me – 2:51
6. Only Sixteen – 2:19

### Face 2
1. Havin' a Party – 2:33
2. Shake – 2:37
3. Wonderful World – 2:43
4. A Change Is Gonna Come – 2:11
5. (Ain't That) Good News – 2:33